# La Peau de l'ours (film, 1957)
Pour les articles homonymes, voir La Peau de l'ours.
Pour plus de détails, voir Fiche technique et Distribution.
La Peau de l'ours est un film français réalisé par Claude Boissol, sorti en 1957.

## Synopsis
Un commissaire de police (interprété par Jean Richard) vit entouré de ses deux enfants (interprétés par Jacques Perrin et Sophie Daumier), de son épouse (Nicole Courcel), de sa belle-mère et de sa bonne. Mais il découvre qu'il a été empoisonné à l'arsenic, et que le coupable est forcément l'un de ses proches.

## Fiche technique
- Titre : La Peau de l'ours
- Réalisateur : Claude Boissol
- Scénario : Paul Andréota
- Photographie : Jean Lehérissey
- Montage : Robert et Monique Isnardon
- Musique : Marc Lanjean
- Producteur : Alain Poiré
- Pays de production :  France
- Format : Noir et blanc - 35 mm - Son mono
- Genre : Comédie policière
- Durée : 79 minutes
- Date de sortie :
  - France : 30 août 1957

## Distribution
- Jean Richard : Commissaire Étienne Ledrut
- Nicole Courcel : Anne-Marie Ledrut
- Jacques Perrin : Philippe Ledrut
- Junie Astor : Mme Terrasse
- René Berthier : Lucien Camiret
- Jean-Pierre Cassel : Le fils Duquesne
- René Clermont : Le directeur du labo
- Sophie Daumier : Juliette Ledrut
- Bernard Dhéran : Dr. Chauvin
- Jean Galland : M. Duquesne
- Denise Grey : Mme Legrand, la belle-mère
- Noël Roquevert

## Autour du film
- La musique du film, écrite par Marc Lanjean, Arsenic Blues fut quelques années plus tard la musique de la série policière française Les Cinq Dernières Minutes.